# 古藤真彦
古藤真彦（ことう まさひこ、1980年7月20日 - ）は、日本の俳優。レジェンド・タレント・エージェンシー所属。

## 人物・経歴
千葉県出身。身長173cm。海城高等学校、早稲田大学卒業。
大学在学中にライジングスターライトスタジオ（現：Rising Studio）にて山下晃彦、杉浦悦子に演技を学ぶ。大学卒業後、1年間学習塾の正社員として勤めたのち、俳優としてデビュー。
俳優業のほか映画の舞台挨拶など司会としても活躍。2023年11月には、「第2回総極真世界空手道選手権大会」のYouTube配信において、スポーツ実況デビュー。
2022年、2級ファイナンシャル・プランニング技能士資格、翌2023年2月にアフィリエイテッド ファイナンシャル プランナー資格を取得。
埼玉西武ライオンズの大ファン。

## 出演

### テレビドラマ
- 警視庁機動捜査隊216　長い夜（2010年7月19日　TBS） -光田 役
- 花のち晴れ〜花男 Next Season〜（2018年　TBS）-もんじゃ焼き屋 役
- この世界の片隅に　（2018年　TBS）- 軍法会議録事（書記官） 役　（レギュラー）
- 集団左遷！！　（2019年　TBS）- 三友銀行蒲田支店　古藤真彦 役[1]。（レギュラー）
- 24時間テレビ ドラマスペシャル『虹色のチョーク 知的障がい者と歩んだ町工場のキセキ』（2023年8月26日、日本テレビ） - チョーク工場　従業員役

### 映画
- ストリッパー（2012年9月15日、片岡修二監督、アルゴ・ピクチャーズ）
- 死んでもいいの 百年恋して　(2012年、榎本敏郎監督)
- 恋する神さま〜古事記入門〜（2013年、榎本敏郎監督）
- ブレイブX 極道十勇士　（金澤克次監督　2017年、コンセプトフィルム） -梨田組　徳井役
- 夜明けまで離さない　（2018年　森岡利行監督）
- こえをきかせて　（2019年　いまおかしんじ監督）
- ヘタな二人の恋の話（2022年、キングレコード） -和島達三 役
- 遠くへ, もっと遠くへ（2022年　いまおかしんじ監督）-不動産業
- ＃ミトヤマネ（2023年8月25日　宮崎大祐監督） -音声スタッフ 役
- 海辺の恋人 (2023/8/25公開、いまおかしんじ監督　レジェンドピクチャーズ）-近藤 役
- 真夏の果実（2025年5月17日、いまおかしんじ監督）[2]

### CS・配信ドラマ
- あのこがほしい　（2005年　成田裕介監督）

- 極道の紋章 シリーズ　　（片岡修二監督）

- むこうぶちシリーズ　（片岡修二監督）- 青龍会プロ雀士　坂崎役（レギュラー）
- 極道の掟（2016年　片岡修二監督）

- 哀しき抗争　（2017年　すぎやまたろう監督）

- ブレイブX 極道十勇士　第二章・第三章（2018年、コンセプトフィルム） -梨田組　徳井役

- 孤高の叫び　（2018年　増本庄一郎監督）
- 列島制覇～非道のうさぎ～ 第6話（2021年、U-NEXT） - サラリーマン 役

- 君と世界が終わる日に Season3　第2・3話（2022年　Hulu）- 「光の紋章」信者　見張り
- 幽☆遊☆白書（2023年12月14日、Netflix） - 弔問客役

### 舞台
- アン・ドゥ・トロワ（2005年　シアターVアカサカ、2006年　シアターグリーン　BIG TREE THEATER）
- 「こんにちは ユーレイ！」 ユーレイ！」 （2008年　シアターグリーン　BASE THEATER）
- 青年芸術家協会主催 有望新人発掘公演「夏の夜の夢」（2010年9月8日-12日、銀座みゆき館劇場）
- レジェンド・ピクチャーズ東日本大震災チャリティー公演「『LOVE FAIRY』〜恋する妖精〜」（2011年4月29日-5月3日、シアターグリーン BASE THEATER）
- LIVESプロデュース第20回公演「結婚クリスマス」（2011年11月21日-25日、シアターグリーン BIG TREE THEATER）
- 2014年杉並演劇祭参加作品 「掌の宇宙－四百字劇場」 / 「てのひら（東北震災支援プロジェクト）」 （2014年3月10日・11日、遊空間がざびぃ　山下晃彦演出）
- しとやかな獣　（2019年1月　東京芸術劇場シアターウエスト）